# Lawrence (Nebraska)
Lawrence – wieś w Stanach Zjednoczonych, w stanie Nebraska, w hrabstwie Nuckolls.